# Brañosera
Brañosera es un municipio y localidad española de la provincia de Palencia, en la comunidad autónoma de Castilla y León. Se encuentra en la comarca de la Montaña Palentina, en la vertiente sur de la sierra de Híjar.
Está considerado el primer ayuntamiento de España al serle concedida en el año 824, siendo por entonces parte del Reino de Asturias, la primera carta puebla otorgada.
Es una de las localidades de la Ruta del Besaya, perteneciente al Camino de Santiago del Norte.

## Toponimia
Ya en la carta del fuero de Brañosera del jueves, 13 de octubre de 824 se cita a la villa con el histórico nombre de Brannia-Ossaria, es decir, tierra de brañas y de osos, que apenas ha sufrido variación hasta nuestros días.

## Geografía

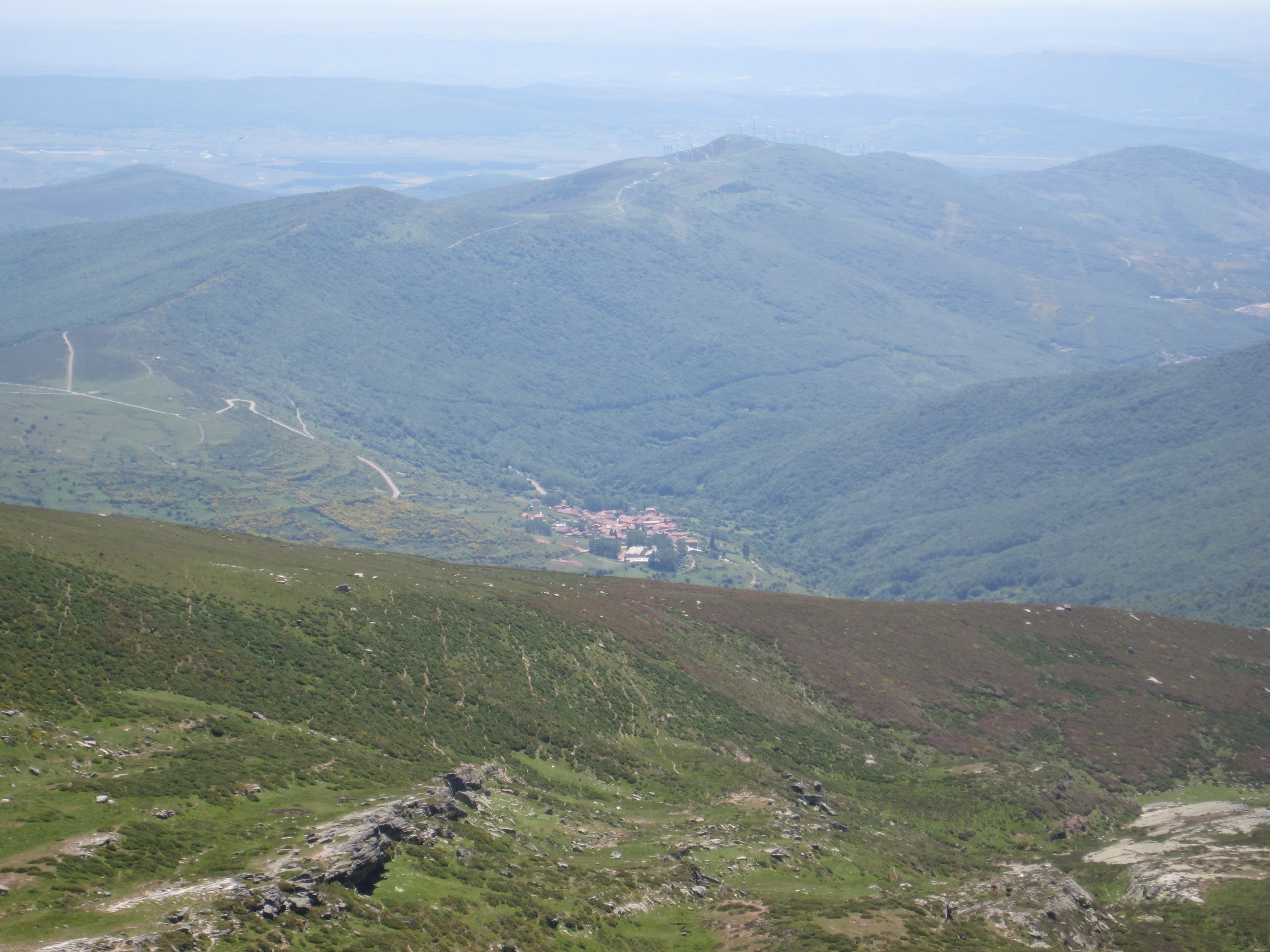
Brañosera desde la cima de Valdecebollas

Se encuentra situado a 115,67 km al nordeste de la capital de la provincia, Palencia, y a 97,8 km de Santander.
Brañosera está incluida en la llamada Montaña Palentina, dentro del parque natural Montaña Palentina, y dominada por el contrafuerte de la sierra de Híjar, el macizo de Valdecebollas. En estos montes nace el río Rubagón, que riega el término de Brañosera. Está rodeada de bosques de hayas, robles, acebo y tejo.

### Localidades
Este municipio lo comprenden la localidad cabecera y cuatro localidades más:
- Orbó
- Salcedillo
- Valberzoso
- Vallejo de Orbó

## Fauna y flora
Entre la fauna autóctona cabe destacar la presencia del oso pardo, quedando este municipio como uno de los pocos que conserva la presencia de esta especie en peligro de extinción. También es muy destacable la presencia del urogallo, otra especie en grave riesgo de desaparición. También componen la fauna que frecuenta este término municipal el lobo, el corzo, el venado, el rebeco, el jabalí y el zorro. Además hay que destacar otras especies menores como perdices, codornices, zorzales, becadas, liebres y conejos que utilizan como hábitat las grandes extensiones de brezo y arbustos del entorno. A destacar también gran variedad de aves como la lechuza, águila real, milano, halcón, buitre y cuervo, además de otras especies de insectos, reptiles y anfibios.

## Historia

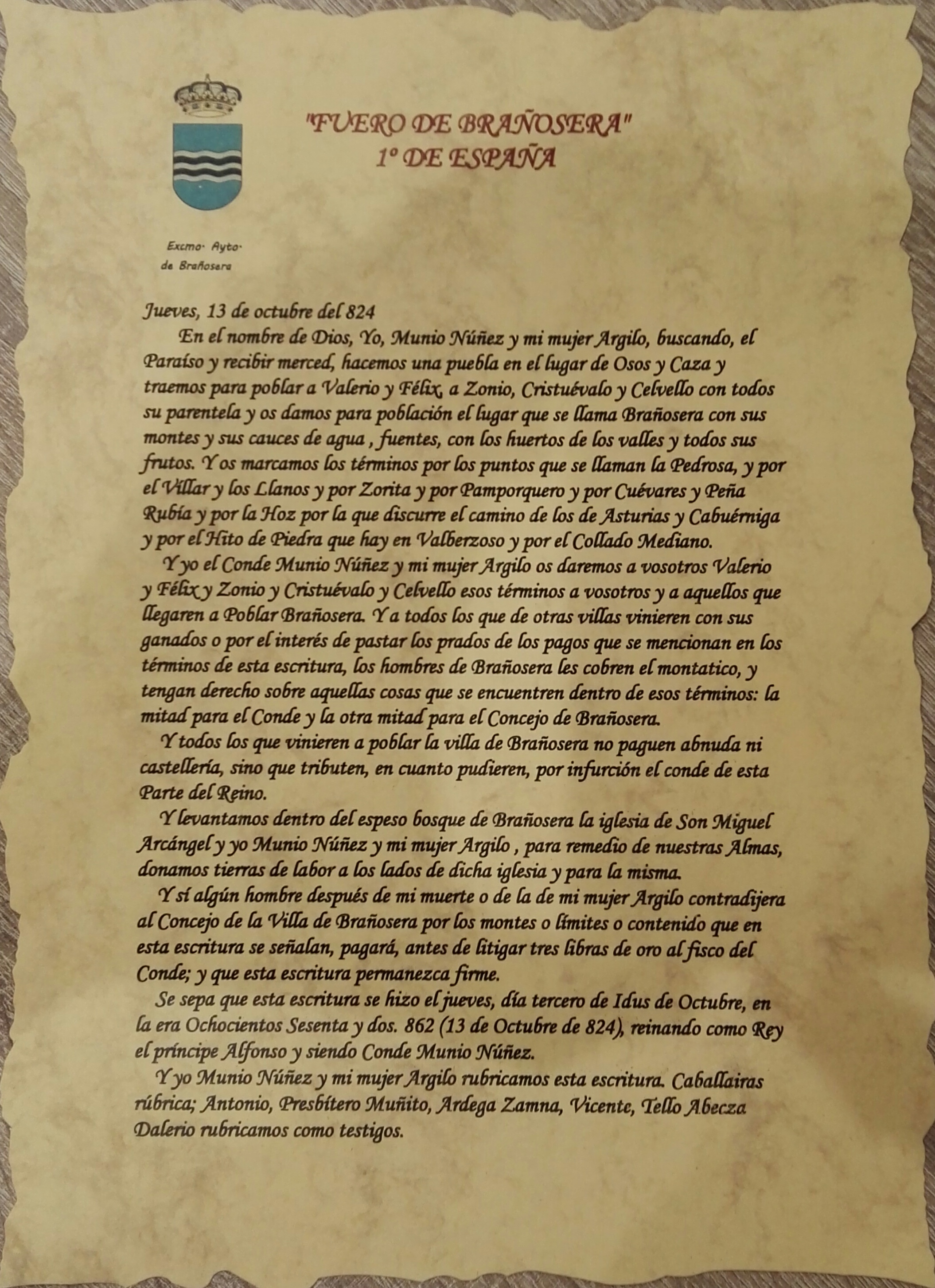
Reproducción del Fuero de Brañosera, concedido por el conde Munio Núñez en 824

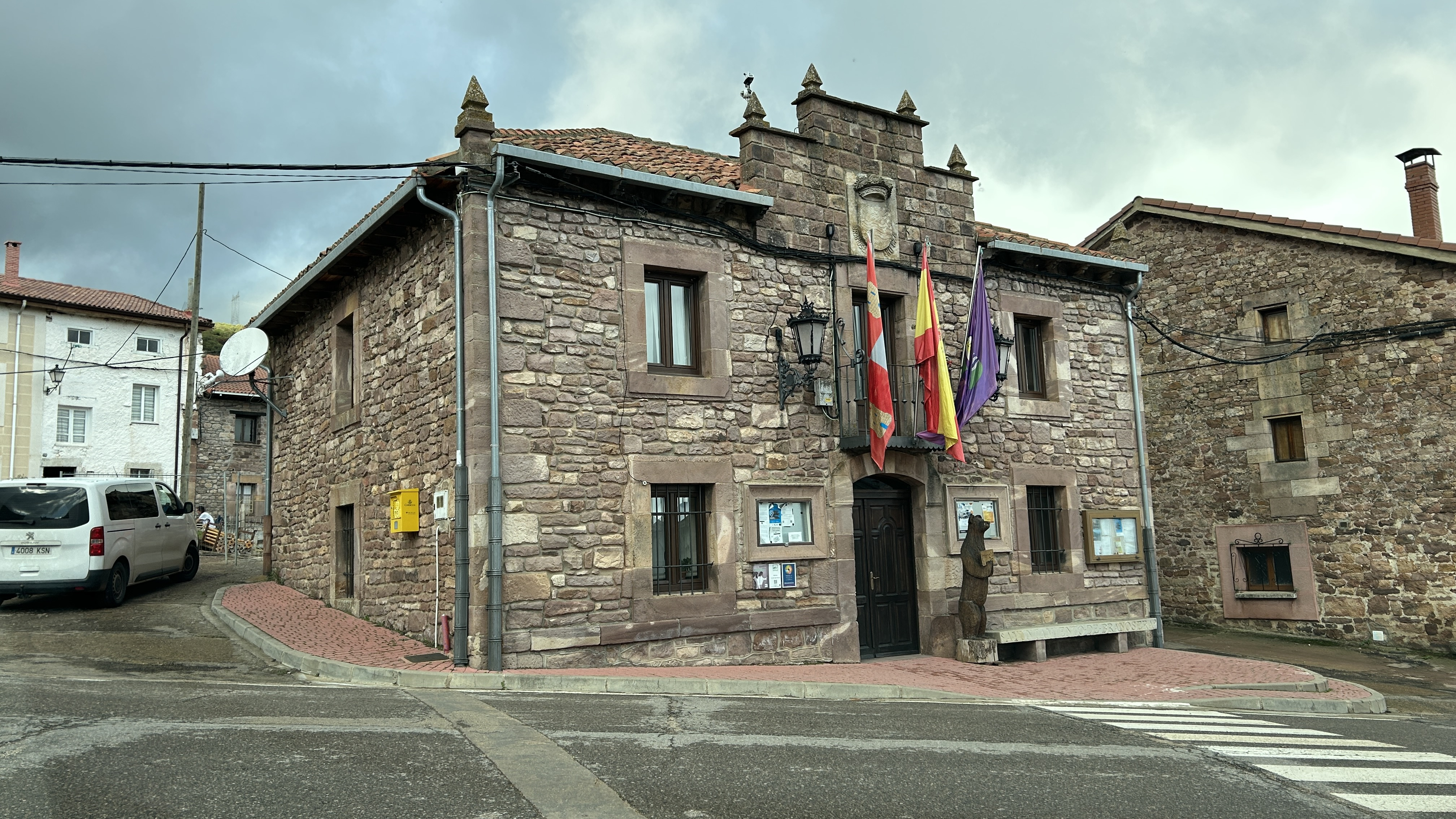
Actual ayuntamiento

Muy probablemente, según estudios llevados a cabo por algunos historiadores,[¿quién?] y como apunta el Fuero de Brañosera, en sus límites está ubicada la mítica ciudad celtíbera de Vadinia, bastión cántabro en la resistencia contra el Imperio romano:[cita requerida]

"parte del Monte Vinnio a cuyos pies fue fundada por Munio Núñez y Argilo la villa de Brannia Ossaria; allí donde los guerreros de la heroica y fiel Cantabria contra Roma pelearon en defensa de su patria; tiñendo su noble sangre la corriente de las aguas del Rubagón, que en su día por entre el carbón resbalaban."

Después de las guerras cántabras no hay constancia de actividad en la zona hasta la repoblación del siglo IX. Es entonces cuando fue necesario colonizar las tierras de la Meseta para abastecer a la cantidad emergente de cristianos que vivía en las montañas del norte de Hispania. Se fijaron las fronteras sobre el Duero y los reyes, infantes y obispos seguidos de colonos y siervos se trasladaron a estas tierras a fin de establecer las fronteras de una civilización en auge y expansión. Estos lugares carecían de defensas naturales por lo cual fue necesario crear, sobre colinas y montañas, castillos con una función principalmente defensiva. Los condados los dominaba un “Come” (Conde) que obtenía este título por sus victorias frente a los musulmanes. Se cree que el fundador de Castilla, por haber conquistado las tierras de los árabes, fue Rodrigo de Castilla, y más tarde sería Fernán González quien según la tradición conseguiría la independencia del Condado de Castilla.
Así fue como llegaron los foramontanos de Malacoria procedentes del interior de Cantabria. Siguiendo el nacimiento del Ebro penetran en territorio de brañas altas y osos que dan el nombre al lugar. Estos formaron el consejo de Brañosera, amparados por la Carta Puebla concedida por el Conde Munio Núñez y su mujer Argilo.
En 824 reinaba Alfonso II de Asturias. En aquellos tiempos Munio Núñez era el conde de las tierras de Brañosera.
Desde hacía un siglo, la Península vivía la invasión árabe. Ésta había provocado la huida de los cristianos hacia el norte y muchos de ellos, los que no perecieron por el camino, llegaron a refugiarse en tierras astures, tierras que enseguida comenzaron a sufrir una superpoblación. La hambruna comenzó a cebarse con estos exiliados e iniciaron la huida en busca de una mejor vida. Y llegaban hasta Brañosera, hasta Brannia-Ossaria, tierra de brañas y de osos.
Precisamente, para organizar esa repoblación, Munio Núñez concedió la Carta Puebla a sus súbditos dotándoles de derechos. Les concedió el libre uso de todo en el valle con dos únicas condiciones: dar parte de ese uso al que quisiera venir a poblar el valle; y abonar al conde la mitad de la paga que se cobrara a los de las villas cercanas que hubieran apacentado sus ganados en estos terrenos. A cambio, los pobladores de Braña-Osaria estarían exentos de vigilancia militar y del servicio en los castillos cercanos.

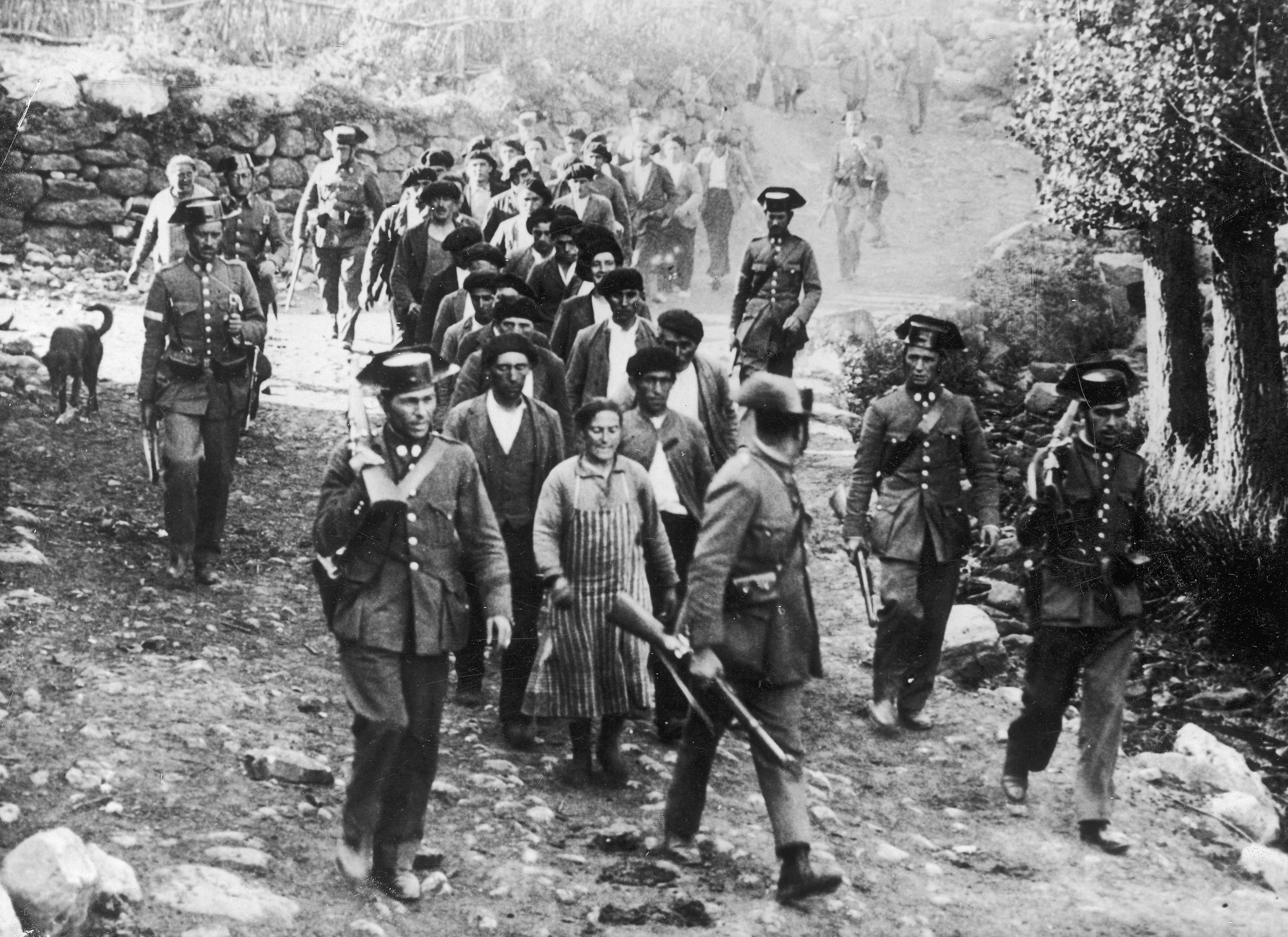
Una columna de Guardias Civiles con prisioneros en Brañosera, durante la Revolución de 1934

Así nació el Fuero de Brañosera, la primera carta puebla, fechada el 13 de octubre del año 824, que constituye formalmente la primera organización admistrativa local, el germen de los actuales ayuntamientos.
A partir del año 860 queda bajo el señorío del conde Rodrigo formando parte del Condado de Castilla, zona fronteriza erizada de fortalezas que protegía la entrada de los invasores sarracenos.
En épocas posteriores los habitantes de Brañosera confirmaron su fuero, al menos, en dos ocasiones. En el año 912, lo hizo Gonzalo Fernández de Burgos, reforzando esos fueros en la villa que fundara su abuelo el conde Munio Núñez. Y en el año 968, los habitantes de Brañosera volvieron a confirmar sus fueros ante Fernán González —hijo del citado Gonzalo Fernández de Burgos—. Después, parece ser que también se confirmaron en el año 998 ante Sancho García.

### La muerte del oso
En 1988, la localidad saltó a la actualidad nacional por un hecho desgraciado: la muerte de un ejemplar de oso pardo de más de 200 kg de peso por parte de un cazador que se encontraba en una cacería de corzos y disparó al animal cuando éste apareció de improviso atacándolo. El asunto llegó a los tribunales, alcanzando gran trascendencia y el cazador, alegando defensa propia, fue absuelto por la Audiencia Provincial de Palencia, en sentencia de 9 de noviembre de 1990. El oso fue denominado El Rubio y simbolizó desde entonces la lucha por la defensa de esta especie —en peligro de extinción— en la cordillera Cantábrica.

## Geografía humana

### Demografía
Cuenta con una población de 253 habitantes (INE 2024).
| Gráfica de evolución demográfica de Brañosera entre 1842 y 2021 |
| |
| Población de derecho según los censos de población del INE Población de hecho según los censos de población del INEEntre el censo de 1857 y el anterior, crece el término del municipio porque incorpora a 345101 (Salcedillo) y 345125 (Valberzoso) |

### Economía
Tras el declive de la minería -que contribuyó al desarrollo económico durante todo el siglo XX- en la vecina localidad de Barruelo de Santullán, la economía local se basa en la agricultura, la ganadería y los servicios. El agua procedente de manantial con la denominación «Fuente de San Bartolomé» fue declarada mineral natural, por Orden de 7 de junio de 2007.
Otra fuente significativa de recursos económicos es la explotación de las canteras de la variedad autóctona de piedra arenisca natural, conocida como Piedra de Brañosera que posee una peculiar y exclusiva coloración que ha dado origen a dos variedades típicas, la piedra roja o arenisca roja y la piedra verde menos popular y conocida. Este tipo de piedra es muy utilizada en aplicaciones de construcción en general, fachadas, suelos, bordillos, escaleras, etc, tanto en interiores como en exteriores, siendo también muy apreciada para el diseño y realización de mobiliario como bancos, mesas, chimeneas, etc.

## Cultura

### Patrimonio
Son de destacar por su interés histórico:
- La Iglesia de Santa Eulalia, de un primitivo arte románico, que conserva intactos el muro sur y su espadaña, siendo el resto del edificio del siglo XVIII. Una de sus paredes, concretamente el ala norte, que se encuentra enfrente del edificio antiguamente utilizado como escuela primaria del pueblo, sufrió graves daños durante la Revolución de 1934. El ábside es cuadrado. Su notable portada se encuentra en el muro sur y se cubre con una repisa sostenida por siete canecillos. El arco es de medio punto. Las arquivoltas son de bocel o media caña, excepto la que se apoya sobre los capiteles que está adornada con motivos vegetales. Esta puerta está cegada en la actualidad. Sobre ella se encuentra una ventana con decoración vegetal parecida a la de la puerta.
- Una pequeña construcción ubicada en el actual cementerio, la Iglesia de San Miguel, que es nombrada en el Fuero de Brañosera. Conserva una bóveda apuntada y en uno de sus muros una lápida de consagración que data de 1118.
- En el pueblo de Valberzoso, existe un puente romano, por el cual se supone que pasaba la calzada.
- En la misma población se encuentra la pintoresca iglesia de Santa María la Real: un edificio que posee una caja de muros románica de excelente sillería arenisca. En la planta una nave única rectangular de un solo tramo. La sacristía se encuentra adosada al lado septentrional entre el hemiciclo del ábside y la nave. Posteriormente un atrio rectangular cubierto se añadió al muro meridional. La portada es románica, de medio punto con guardapolvo de rosetas y cuatro arquivoltas en zig-zag, abilletados, puntas de diamante y sogueado. Sus capiteles se decoran con billetes muy deteriorados, motivos vegetales apenas incisos y de trama romboidal con flor en la esquina. A pesar de que su cronología es muy posterior a la época de construcción de la caja muraria básica, en el presbiterio y ábside se destaca una rica serie de pinturas al fresco retocadas al temple, que datan de fines del siglo XV y son obra del pintor anónimo Maestro de San Felices.[7]

### Festividades
- Concejo de Reyes, 6 de enero.
- Marzas, último día de febrero.
- Misa del Concejo, tercer domingo de junio.
- Día de Torreón, primer domingo de agosto.
- Semana Grande en honor a Nuestra Señora y San Roque, semana del 15 de agosto
  - Nuestra Señora, 15 de agosto
  - San Roque, 16 de agosto
- El día del Fuero, 13 de octubre
- La Mojonera, en septiembre y cada 9 años. La última fue en 2018[8]

### Gastronomía
La gastronomía del lugar viene condicionada por la climatología de la zona, siendo muy rica en calorías en la época invernal: sopas de ajo, carnes guisadas, adobos, piezas de caza como el venado o jabalí, y también, como en otras zonas de pasto, sabrosas carnes de las terneras de la zona. Durante todo el año se pueden degustar platos de cordero lechal de Castilla asado en horno de leña, además de especies autóctonas como truchas, setas o caracoles.
No debe olvidarse que la cecina, cuartos traseros de ejemplares equinos y vacunos curados de forma similar al jamón de cerdo, constituye una sabrosa y saludable fuente de alimentación además de un atractivo alimento para cuantos visitan esta zona.

### Religión
Iglesia parroquial católica en la unidad pastoral de Barruelo de Santullán en el arciprestazgo de Campoó-Santullán.

### Deporte

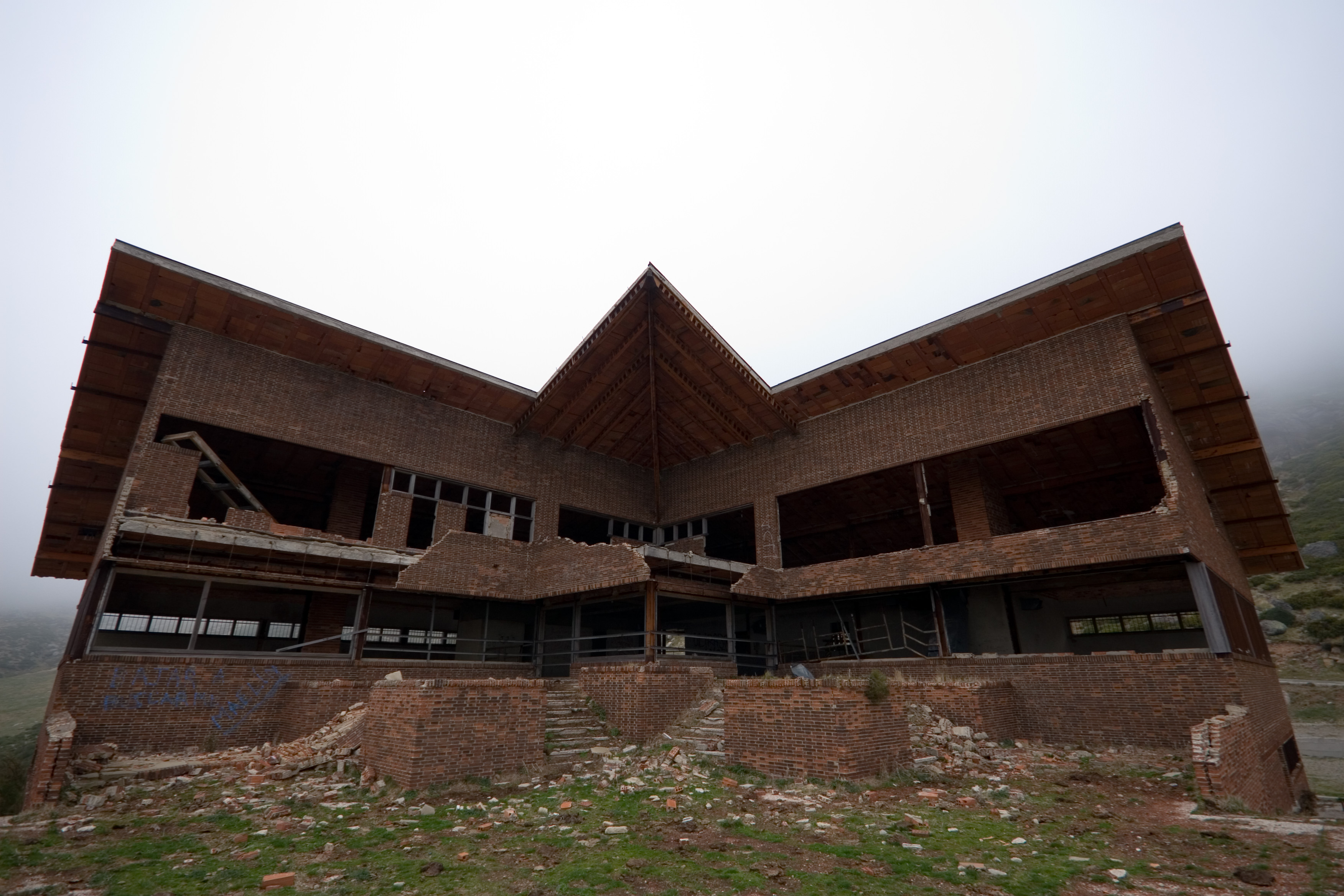
Refugio El Golobar

Su situación geográfica ha convertido a Brañosera en paso habitual de diversas competiciones ciclistas, como la Vuelta Ciclista a Palencia y la Vuelta a Castilla y León, gracias a la proximidad del refugio de El Golobar, en el que culmina la carretera de mayor altitud de la comunidad autónoma. El refugio alpino de Golobar fue un proyecto de Parador de Turismo y estación de esquí subvencionado por la Diputación de Palencia en tiempos de la devastadora crisis del petróleo de comienzos de los años 70. La idea surgió por el gran auge del turismo en aquella época, pero la crisis afectó seriamente a las obras y se realizaron recortes de presupuesto, por ello el edificio nunca pudo terminarse, y se encuentra en un grave estado de abandono.